# Alexis Jordan (álbum)
Alexis Jordan é o álbum de estreia da cantora norte-americana Alexis Jordan. Foi lançado em 25 de fevereiro de 2011 através das editoras discográficas StarRoc, Roc Nation e Columbia Records. A jovem artista já havia participado do America's Got Talent em 2006, antes de ter sido descoberta pela equipe de produção Stargate em 2008 através do YouTube e contratada pela Roc Nation. O disco foi gravado entre 1 de janeiro de 2007 e 15 de outubro de 2010, com Sandy Vee, Nightwatch, Espionage e Stargante estando a cargo da produção. O disco deriva dos gêneros musicais pop, dance-pop e R&B.
Alexis Jordan recebeu em sua maioria resenhas mistas. Críticos avaliaram o material como otimista e elogiaram as letras do álbum, notando que elas são desenfreadas o suficiente para derreter um coração gelado e por serem dancefloor friendly, da mesma forma que não encontraram um estilo destinto no álbum e compararam ao som da cantora barbadense Rihanna. O trabalho estreou na tabela britânica de álbuns mais vendidos, a UK Albums Chart, na nona colocação e desempenhou-se moderadamente nos países europeus Bélgica (Flanders), Irlanda, Países Baixos, Polônia e Suíça, tendo obtido ainda a 11.ª posição da publicação ARIA Charts da Austrália.
Seu primeiro single de divulgação, "Happiness", foi aclamado pela crítica e desempenhou-se entre as dez primeiras posições da Austrália, Bélgica, Nova Zelândia e Reino Unido, tendo alcançando a primeira posição na Noruega, nos Países Baixos e na norte-americana Hot Dance Club Songs. "Good Girl" não igualou ao sucesso de seu antecessor, embora tenha atingido a primeira Hot Dance Club Songs. No Reino Unido, situou-se no número seis da UK Singles Chart e foi certificada como disco de prata pela British Phonographic Industry (BPI). "Hush Hush" foi lançada como terceira e última faixa para promoção do álbum.

## Listas de faixas
| N.º | Título                   | Compositor(es)                                                                | Produtor(es)                  | Duração |  |
| 1.  | "Happiness"              | Deadmau5, Autumn Rowe, Petr Brdičko, Mikkel S. Eriksen, Tor Erik Hermansen    | Stargate, Deadmau5            | 4:03    |  |
| 2.  | "Good Girl"              | Rowe, Eriksen, Brdicko, Hermansen, Sandy Wilhelm, Espen Lind, Amund Björklund | Stargate, Sandy Vee           | 3:56    |  |
| 3.  | "How You Like Me Now"    | August Rigo, Eriksen, Hermansen                                               | Stargate                      | 3:13    |  |
| 4.  | "Say That"               | Johntá Austin, Eriksen, Hermansen, Lind, Björklund                            | Stargate                      | 3:23    |  |
| 5.  | "Love Mist"              | Eriksen, Hermansen                                                            | Stargate                      | 3:19    |  |
| 6.  | "Habit"                  | Crystal Johnson, Eriksen, Hermansen                                           | Stargate                      | 3:35    |  |
| 7.  | "Hush Hush"              | Rowe, Bond, Brdicko, Eriksen, Hermansen, Wilhelm                              | Stargate, Sandy Vee           | 3:43    |  |
| 8.  | "High Road"              | Nik Roos, Martijn van Sonderen, Thijs de Vlieger, LaShawn Daniels             | Nightwatch                    | 3:07    |  |
| 9.  | "Shout Shout"            | August Rigo, Bond, Eriksen, Hermansen, Roland Orzabal, Ian Stanley            | METI & Rigo, Mix by: Stargate | 4:08    |  |
| 10. | "Laying Around"          | Shaffer Smith, Eriksen, Hermansen                                             | Stargate                      | 4:01    |  |
| 11. | "The Air That I Breathe" | Lind, Björklund, Claude Kelly                                                 | Espionage                     | 4:06    |  |

| German second edition additional track |                             |                                                              |                    |         |  |
| N.º                                    | Título                      | Compositor(es)                                               | Produtor(es)       | Duração |  |
| 12.                                    | "Happiness" (Dave Audé Mix) | Deadmau5, Autumn Rowe, Mikkel S. Eriksen, Tor Erik Hermansen | Stargate, Deadmau5 | 3:23    |  |

Notas
- "Happiness" contém um trecho de "Brazil (2nd Edit)" interpretada e escrita por Deadmau5.
- "Shout Shout" contém elementos de "Shout" interpretada por Tears for Fears e escrita por Roland Orzabal e Ian Stanley.

## Desempenho nas tabelas musicais
| Tabela musical (2011)                     | Melhor posição |
| ----------------------------------------- | -------------- |
| Austrália (Australian Albums Chart)       | 11             |
| Austrália (Australian Urban Albums Chart) | 5              |
| Bélgica (Belgian Albums Chart) (Flanders) | 87             |
| Países Baixos (Dutch Albums Chart)        | 21             |
| Irlanda (Irish Albums Chart)              | 28             |
| Polónia (Polish Albums Chart)             | 62             |
| Escócia (Scottish Albums Chart)           | 9              |
| Suíça (Swiss Albums Chart)                | 96             |
| Reino Unido (UK Albums Chart)             | 9              |

## Histórico de lançamento
| País        | Data                    | Formato              |
| ----------- | ----------------------- | -------------------- |
| Irlanda     | 25 de fevereiro de 2011 | CD, Download digital |
| Reino Unido | 28 de fevereiro de 2011 | CD, Download digital |
| Austrália   | 4 de março de 2011      | CD, Download digital |
| Alemanha    | 29 de abril de 2011     | CD, Download digital |
| Polónia     | 16 de maio de 2011      | CD                   |